# Закрутское сельское поселение
Закрутское сельское поселение — упразднённое муниципальное образование в составе Демидовского района Смоленской области России.
Административный центр — деревня Закрутье. На территории поселения находились 15 населённых пунктов.
Образовано Законом Смоленской области от 28 декабря 2004 года. Упразднено Законом Смоленской области от 28 мая 2015 года с включением всех входивших в него населённых пунктов в Титовщинское сельское поселение

## Географические данные
- Общая площадь: 63 км²
- Расположение:  северо-западная часть Демидовского района
- Граничит:
  - на севере — с Баклановским сельским поселением
  - на северо-востоке — с Заборьевским сельским поселением
  - на юго-востоке — с Карцевским сельским поселением
  - на юго-западе — с Бородинским сельским поселением
  - на западе — с Руднянским районом
  - на северо-западе — с Велижским районом
- Крупные реки: Борожанка.
- По территории поселения проходит автомобильная дорога Р133 Смоленск — Невель

## Экономика
Сельхозпредприятия, магазины.

## Населённые пункты
В состав поселения входили следующие населённые пункты:
- Деревня Закрутье — административный центр
- Бурлыгино, деревня
- Васьковщина, деревня
- Веретея, деревня
- Замощье, деревня
- Иваново, деревня
- Копосино, деревня
- Лукашово, деревня
- Мидюльки, деревня
- Никитино, деревня
- Ожогино, деревня
- Пашино, деревня
- Старина, деревня
- Угоры, деревня
- Фошня, деревня

Общая численность населения — 301 человек.